# Schweinehochhaus

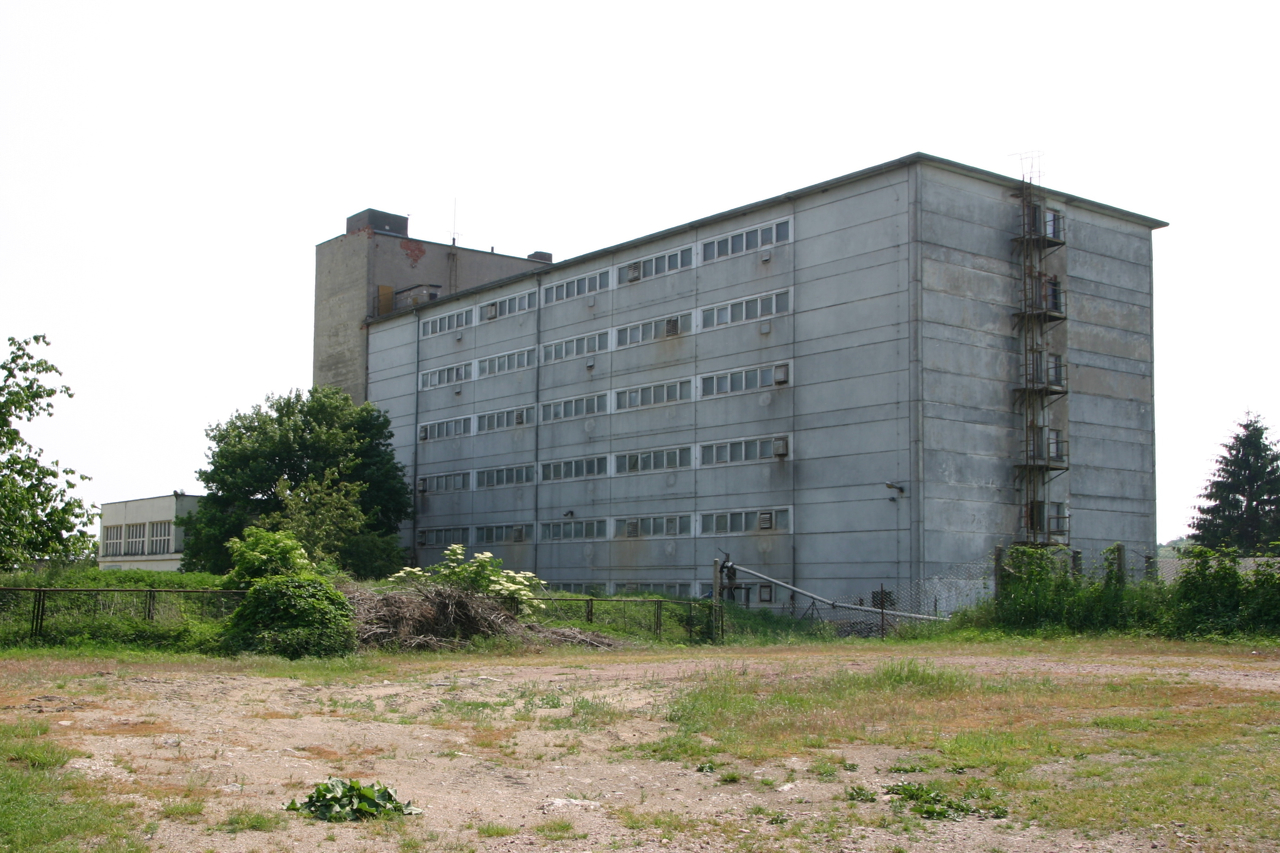
Das „Schweinehochhaus“ bei Maasdorf

Als Schweinehochhaus werden mehrstöckige Stallanlagen zur Schweineproduktion bezeichnet.
Im deutschsprachigen Raum meint man damit meist das 1970 errichtete Schweinehochhaus bei Maasdorf in Sachsen-Anhalt. Es galt wegen seiner Sonderform als Prestigeobjekt der DDR und wurde bis 2018 von der HET GmbH unter der Leitung des Niederländers Michiel Taken betrieben. Auf insgesamt sechs Etagen, also als vertikale Landwirtschaft, wurden rund 500 Hybridsauen zur Zucht gehalten. Seit 2015 gab es regelmäßig starke Kritik und Proteste gegen die Anlage wegen Vergehen gegen den Tierschutz. Im September 2018 wurde das Gebäude leergeräumt, weil es umgebaut werden und danach wieder in Betrieb gehen sollte. Stand September 2020 war laut Landkreis keine Weiternutzung des Gebäudes geplant. Im September 2021 lief für die Schweinemast, 2023 auch für das Güllelager die Betriebserlaubnis aus.
2018 waren in der Region Yaji in Südchina zwei siebenstöckige Schweinehochhaus-Gebäudekomplexe für je 30.000 Tiere in Betrieb. Vier weitere, davon zwei mit 13 Stockwerken, befanden sich in der Planungs- und Bauphase. Pro Etage soll Platz für 1000 Säue sein, insgesamt sollen jährlich rund 840.000 Ferkel im Komplex geboren werden. Im September 2021 gab es Berichte, dass der größte chinesische Schweineproduzent Muyuan Foods in der Nähe von Nanyang in Henan eine Megafarm mit 21 Gebäuden für bis zu 84.000 Schweine errichtet, mit einer Jahresproduktion von 2,1 Millionen Tieren. Der Gefahr von Verbreitung von Krankheitserregern wie der Afrikanischen Schweinepest will der chinesische Konzern mit mehr Technologie begegnen.

## Anlage
Das Gebäude wurde 1969/1970 in Fertigteilbauweise gebaut. Automatisierte Arbeitsprozesse sollten die Effizienz in der Schweineproduktion steigern. Ursprünglich konnten die Tiere mit zwei Lastenaufzügen transportiert werden. Ein Aufzug kann drei Sauen oder 50 Ferkel gleichzeitig transportieren. Später war nur ein Aufzug in Betrieb.
Es gab Basiszucht (Inzuchtlinie), Vermehrungszucht (Großelternbetriebe) und Ferkelerzeugung. In Großelternbetrieben werden die reinerbigen Mutter- und Vaterlinien aus der Basiszucht gekreuzt.
Die Ferkel wurden an Aufzucht- und Mastbetriebe verkauft.

## Kritik
Das Deutsche Tierschutzbüro (DTB) prangerte im März 2015 die Haltungsbedingungen an und veröffentlichte illegal produziertes Videomaterial aus dem Gebäude. Sauen konnten sich in der Haltung nicht umdrehen oder ausstrecken. Aufgrund zu kleiner Kastenstände stellte das DTB eine Anzeige gegen den Betreiber HET GmbH. Die Staatsanwaltschaft Dessau stellte das Verfahren im April 2016 ein, weil die Kastenstände inzwischen angepasst worden seien. Das Landwirtschaftsministerium Sachsen-Anhalt untersuchte den Fall. Es stellte zwar Mängel fest, diese seien jedoch „bei weitem nicht so gravierend wie allgemein angenommen“.
Im Jahr 2016 wurden erneut Videoaufnahmen aus dem Schweinehochhaus veröffentlicht. Insbesondere wurden neben hygienischen Mängeln und Verletzungen erneut die Größe der Kastenstände kritisiert. Die sachsen-anhaltische Landwirtschaftsministerin Claudia Dalbert (Die Grünen), die damals drei Monate im Amt war, gab dazu bekannt, „dass derartige Zustände unter ihrer Ägide nicht mehr toleriert würden, ein Weggucken dürfe es nicht geben.“ Das Tierschutzbüro stellte erneut eine Anzeige gegen den Betreiber wegen zu kleiner Kastenstände, die wie die erste Anzeige aber ergebnislos blieb. Der Betreiber des Schweinehochhauses zeigte Aktivisten des Deutschen Tierschutzbüros 2016 vor dem Amtsgericht Köthen wegen Hausfriedensbruchs an; das Verfahren wurde wegen eines Formfehlers eingestellt.
Während es bei Kontrollen durch den Landkreis keine Beanstandungen gab, wurden durch versteckte Aufnahmen 2018 neue Missstände publik. Im März 2018 veröffentlichten Tierschützer erneut Videomaterial. Mit versteckten Kameras wurden Ende 2017 und Anfang 2018 in 500 Stunden Filmmaterial noch einmal die Haltungsbedingungen dokumentiert. Zu sehen sind Mitarbeiter, die Tiere treten, schlagen und die Ferkel an den Hinterbeinen nehmen und teilweise mehrfach mit dem Kopf auf den Boden schlagen, um sie zu töten. Bilder aus Videoaufnahmen wurden 2018 der Landwirtschaftsministerin Dalbert vorgeführt, die diese als „widerlich“ und den darauf gezeigten Umgang mit den Tieren als „nicht hinnehmbar“ bezeichnete. Bei einer darauf erfolgten Kontrolle wurden Mängel bei der Hygiene, dem Haltungsmanagement, beim Umgang mit kranken Tieren sowie in der Dokumentation festgestellt. Die Staatsanwaltschaft leitete daraufhin Ermittlungen wegen des Verdachts auf Verstöße gegen das Tierschutzgesetz ein. Aufgrund der laufenden Ermittlungen stellten die Hochschule Bonn-Rhein-Sieg und die Rheinische Friedrich-Wilhelms-Universität Bonn im September 2018 ihre Zusammenarbeit mit der HET GmbH und der ebenfalls von Michiel Taken betriebenen Genesus Deutschland GmbH im Rahmen des gemeinsamen Forschungsprojekts Roiporq – Alternative Schweine ein, das von Januar 2017 bis Dezember 2019 hätte laufen sollen.

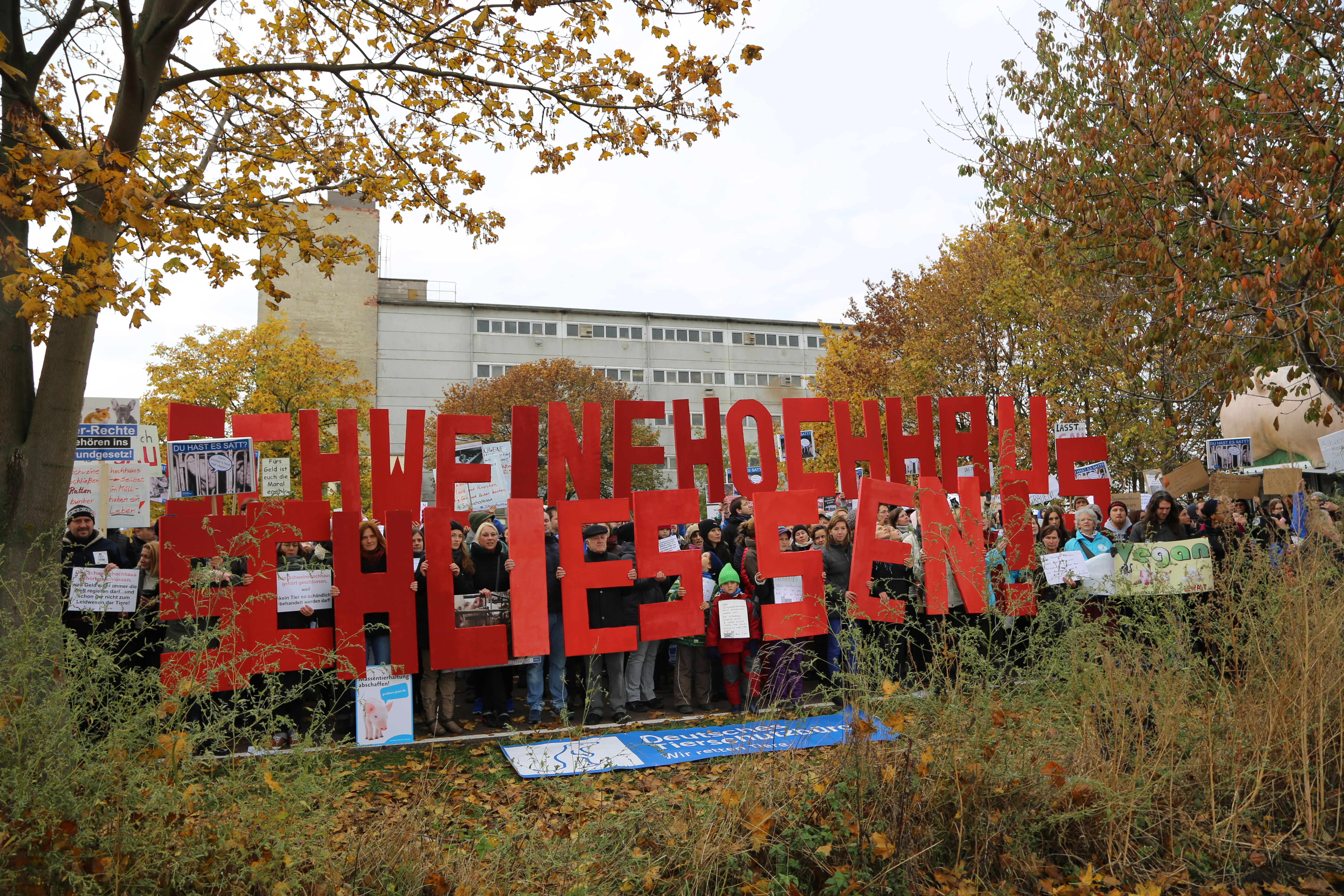
Protest vor dem Schweinehochhaus im Oktober 2016

## Proteste
Gegen die Anlage und die dortigen Haltungsbedingungen gab es immer wieder Proteste. Bei der bislang größten Demonstration am 22. April 2018 demonstrierten 600 Menschen für die Schließung des Schweinehochhauses.
Im August 2018 wurde der „Preis der Herzlosigkeit“ vom deutschen Tierschutzbüro an das Schweinehochhaus verliehen. Im September 2018 fuhren Tierschützer mit einem Bagger vor und forderten den Abriss. Mehr als 280.000 mal wurde eine Online-Petition des Deutschen Tierschutzbüros zur Schließung des Gebäudes unterzeichnet. Diese wurde am 9. Oktober 2018 dem Landwirtschaftsministerium Sachsen-Anhalt übergeben.
Im Ergebnis der Proteste wurde es im September 2018 leergeräumt und sollte modernisiert werden. Im September 2022 lief die Betriebserlaubnis für die Schweinemast aus.